# 圣克里斯托福罗
圣克里斯托福罗（義大利語：San Cristoforo），是意大利亚历山德里亚省的一个市镇。总面积3.59平方公里，人口608人，人口密度169.4人/平方公里（2009年）。ISTAT代码为006152。